# Транссахалинская трубопроводная система
Транссахалинская трубопроводная система — название системы трубопроводов компании «Сахалин Энерджи». Общая протяженность системы трубопроводов, включая морские, составляет 1,9 тыс. км

## Конструкция
Эта система состоит из:
- морских трубопроводов;
- наземных трубопроводов;
- волоконно-оптической кабельной сети;
- двух компрессорных станций для поддержания давления в трубопроводах;
- пяти камер приёма/запуска СОД для чистки и диагностики;
- 104 крановых задвижек на нефтепроводе, 47 крановых задвижек на газопроводе, четырёх крановых задвижек на многофазном трубопроводе между объединенным береговым технологическим комплексом (Объединенный береговой технологический комплекс) и платформой «Лунская-А»;
- вспомогательных объектов вдоль трассы трубопровода, включая аварийно-восстановительные пункты вдоль трассы трубопровода.

## Функции
Углеводороды транспортируются с Пильтун-Астохского и Лунского месторождений с севера Сахалина на объединённый береговой технологический комплекс (ОБТК) в Ногликском районе и на завод по производству сжиженного природного газа (СПГ) и терминал отгрузки нефти (ТОН) на юге Сахалина в заливе Анива.